# Alex Caffi
Alessandro Giuseppe „Alex“ Caffi (* 18. März 1964 in Rovato) ist ein italienischer Automobilrennfahrer, der von 1986 bis 1991 in der Formel 1 startete.

## Karriere
Caffi startete zunächst in der Formel 3, wo er unter anderem 1985 beim europäischen Formel-3-Cup siegreich war. Anschließend fuhr er in der Zeit von 1986 bis 1991 in der Formel 1. Seine Karriere startete er beim Osella-Team, das er dank diverser Sponsoren vor dem finanziellen Ruin bewahrte. Während seiner 56 Einsätze in der Formel 1 war ein 4. Platz sein bestes Ergebnis. Diese Platzierung erreichte er beim Großen Preis von Monaco mit dem Team Scuderia Italia in der Saison 1989.
1992 war Caffi zum ersten Rennen der Saison für Andrea Moda Formula gemeldet, drehte in Südafrika allerdings nur einige Erprobungsrunden vor dem ersten freien Training in einem Coloni C4B. Danach wurde das Team von der Weltmeisterschaft ausgeschlossen. Beim Neustart des Teams einige Wochen später war Caffi nicht mehr dabei: Er war ersetzt worden durch Perry McCarthy, der sich mit neuen Sponsorgeldern ins Team eingekauft hatte. Als Caffi wenig später seinerseits mit neuen Sponsoren lockte, wollte Teamchef Andrea Sassetti McCarthy wieder durch Caffi ersetzen; das Reglement ließ allerdings einen weiteren Fahrerwechsel nicht zu. Eine anderweitige Möglichkeit, in der Formel 1 zu bleiben, ergab sich für Caffi nicht.
Seit 2016 tritt Alex Caffi in der Nascar Whelen Euro Series mit einem eigenen Team an.

## Statistik

### Le-Mans-Ergebnisse
| Jahr | Team                 | Fahrzeug               | Teamkollege       | Teamkollege            | Platzierung | Ausfallgrund     |
| ---- | -------------------- | ---------------------- | ----------------- | ---------------------- | ----------- | ---------------- |
| 1999 | Courage Compétition  | Courage C52            | Andrea Montermini | Domenico Schiattarella | Rang 6      |                  |
| 2004 | Seikel Motorsport    | Porsche 911 GT3 RS     | Gabrio Rosa       | Peter van Merksteijn   | Ausfall     | Motorschaden     |
| 2007 | Spyker Squadron b.v. | Spyker C8 Spyder GT2-R | Andrea Belicchi   | Andrea Chiesa          | Ausfall     | Kraftübertragung |

### Sebring-Ergebnisse
| Jahr | Team              | Fahrzeug           | Teamkollege   | Teamkollege     | Teamkollege           | Platzierung | Ausfallgrund     |
| ---- | ----------------- | ------------------ | ------------- | --------------- | --------------------- | ----------- | ---------------- |
| 1999 | Doyle-Risi Racing | Ferrari 333SP      | Wayne Taylor  | Max Angelelli   | Juan Manuel Fangio II | Rang 6      |                  |
| 2001 | Seikel Motorsport | Porsche 911 GT3-RS | Gabrio Rosa   | Fabio Babini    |                       | Rang 14     |                  |
| 2002 | Seikel Motorsport | Porsche 911 GT3-RS | Gabrio Rosa   | Luca Riccitelli |                       | Rang 21     |                  |
| 2003 | Seikel Motorsport | Porsche 911 GT3-RS | Gabrio Rosa   | Andrea Chiesa   |                       | Rang 14     |                  |
| 2004 | P.K. Sport        | Porsche 911 GT3-R  | David Warnock | Tracy Krohn     |                       | Ausfall     | Kupplungsschaden |

### Einzelergebnisse in der Sportwagen-Weltmeisterschaft
| Saison | Team       | Rennwagen    | 1   | 2   | 3   | 4   | 5   | 6   |
| ------ | ---------- | ------------ | --- | --- | --- | --- | --- | --- |
| 1992   | Mazdaspeed | Mazda MXR-01 | MON | SIL | LEM | DON | SUZ | MAG |
| 1992   | Mazdaspeed | Mazda MXR-01 |     |     |     | 5   | DNF | 6   |